# Windows Server 2016
Windows Server 2016 es un sistema de servidor desarrollado por Microsoft como parte de la familia de sistemas operativos Windows NT, desarrollado simultáneamente con Windows 10. La primera versión preliminar (Vista previa técnica) estuvo disponible el 1 de octubre de 2014 junto con la primera vista previa técnica de System Center. Windows Server 2016 se lanzó el 26 de septiembre de 2016 en la conferencia Ignite de Microsoft y estuvo disponible en general el 12 de octubre de 2016. Tiene dos sucesores: Windows Server 2019 y el canal semestral de Windows Server, que excluye la interfaz gráfica de usuario y muchos componentes anteriores.

## Desarrollo
Satya Nadella ha reorganizado Microsoft unificando los equipos de Windows Server y System Center. Anteriormente, el equipo de la versión servidor estaba más estrechamente alineado con el equipo de la versión de cliente de Windows. El equipo de Azure también está trabajando estrechamente con el equipo de Windows Server. El programa de prueba de la versión de Windows 10 para servidores es Windows Server 10 Insider Preview.

## Características
- Active Directory Federation Services: permite configurar AD FS para autenticar a los usuarios almacenados en directorios sin AD, como X.500 compatible con directorios y bases de datos SQL de Lightweight Directory Access Protocol (LDAP).
- Windows Defender: Windows Server Antimalware está instalado y habilitado de forma predeterminada sin la interfaz gráfica de usuario, que es una característica de Windows instalable.
- Servicios de Escritorio remoto: soporte para OpenGL 4.4 y OpenCL 1.1, mejoras de rendimiento y estabilidad; Función de Servicios MultiPoint Server.
- Servicios: centrales políticas de almacenamiento de calidad de servicio. Réplicas de almacenamiento (almacenamiento agnóstico, a nivel de bloque, basada en el volumen, la replicación sincrónica y asincrónica utilizando SMB3 entre servidores para la recuperación en desastres). Almacenamiento Réplica replica bloques en lugar de archivos; archivos pueden estar en uso. No es multi-master, no uno a muchos y no transitiva. Se replican periódicamente instantáneas, y la dirección de replicación se puede cambiar.
- Failover Clustering: clúster de actualización gradual del sistema operativo, réplicas de almacenamiento.
- Web Application Proxy: autenticación previa para la publicación HTTP Aplicación básica, la publicación de dominio comodín de aplicaciones, HTTP a HTTPS redirección, Propagación de cliente de dirección IP para aplicaciones de back-end.
- IIS 10: Soporte para HTTP / 2
- Windows PowerShell 5.0
- Reinicio suave: es una característica de Windows para acelerar el proceso de arranque saltarse la inicialización del hardware, y reiniciar el software sólo. [10]
- El Servidor Telnet no está incluido

## Historial de versiones
Expirado      Anterior      Lanzamiento público      Vista previa
| Technical Preview 1, Threshold 1 | Technical Preview 1, Threshold 1 | Technical Preview 1, Threshold 1 |
| Versión                          | Fecha(s) de lanzamiento          | Aspectos importantes |
| -------------------------------- | -------------------------------- | --- |
| 10.0.9841                        | 1 de octubre de 2014             | - Versión inicial - Nuevas opciones experimentales, incluyendo ajuste de línea y atajos de teclado (tales como pegar texto usando Ctrl+V en ventanas de consola como el Símbolo del sistema, y modo a pantalla completa revisado en ambas versiones de 32 y 64 bits en una resolución nativa con soporte de ratón y barra de desplazamiento. - Reintroducción de un menú Inicio al estilo de Windows 7. - Llevar las ventanas a los cuadrantes de la pantalla arrastrándolas a las esquinas. - Vista de tareas (escritorios virtuales) - La aplicación de calculador tradicional no está presente en la instalación limpia, pero permanece cuando se sube de categoría a Windows Server 2016 - Las aplicaciones de Windows Store pueden ejecutarse en el Escritorio en ventanas, en vez de a pantalla completa. |

| Technical Preview 2, Threshold 1 | Technical Preview 2, Threshold 1 | Technical Preview 2, Threshold 1 |
| Versión                          | Fecha(s) de lanzamiento          | Aspectos importantes |
| -------------------------------- | -------------------------------- | --- |
| 10.0.10074                       | 6 de mayo de 2015                | - «Cerca de 7,000 mejoras y arreglos» - Centro de notificación: Una ventana que puede ser invocada desde el área de notificación y muestra el historial de notificaciones emergentes. - 3 gestos de dedo nuevas. - Internet Explorer contiene una vista previa de participación voluntaria de una motor basado en EdgeHTML - Compresión del sistema operativo a través de una utilidad de limpieza de disco. - Sincronización selectiva de contenidos locales con OneDrive. - Botones de Vista de Tareas y Buscar en la barra de tareas (nuevo en Windows 10) puede ser ocultado - Aplicación de alarma que incluye un reloj mundial, temporizador y cronómetro. - Cortana en inglés estadounidense. - Aplicación de Calculadora reemplaza calculadora tradicional de Win32. - compcompleta añadido al menú Inicio. - Mapas de Bing con integración de Cortana and ability to save maps for offline use - Aplicación de fotos con contenido agregado y mejoras automáticas - Franjas de ventan con nuevo estilo. - Aplicación de Configuración actualizado con nuevo diseño gráfico. - Barra de tareas reeditada con nueva apariencia opaca, iconos de aplicaciones más pequeños y subrayados para señalar aplicaciones activas. - Botón de búsqueda de la barra de tareas cambio a una caja de búsqueda por defecto. - Nueva aplicación de Xbox. - DirectX 12 ha sido añadido, pero no puede ser usado aún. - Soporte de Cortana para China, Francia, Alemania, Italia, España y Reino Unido. - Mejoras para la entrada de escritura a mano para entradas cortas de texto. - Insider Hub, Photos y Windows Feedback han sido actualizados. - Pantalla de bloqueo cambia con fondos de «¿Sabías qué...» para ayudar a los usuarios con Windows 10. - Conexiones de red como un icono desplegable desde la barra de tareas en lugar desde la aplicación de Configuración. - Las aplicaciones abiertas no aparecen en la barra de tareas en todos los escritorios virtuales por defecto, y pueden ser movidos a través de los escritorios. - Imprimir en PDF - Botón Inicio es más pequeño y tiene nueva animación cuando se cierne sobre el. - Cambios en la funcionalidad y transparencia del Menú Inicio. - Alarma y relojes, calculadora y grabador de voz han sido actualizados con nuevas interfaces. - Primer previo del navegador web Microsoft Edge. - Bio Enrollment ha sido añadido, aunque su propósito es desconocido y la aplicación no es accesible. - Correo, Calendario, MSN Weather, MSN Money y otras aplicaciones han sido actualizadas con nuevas interfaces y rendimiento mejorado. - Versiones anteriores de las aplicaciones Música y Video están incluidas juntas a sus homólogos de Windows 8. - Nuevo tema oscuro de sistema para el menú Inicio, barra de tareas y Centro de Actividades. - El menú Inicio, la barra de tareas, el Centro de Actividades y ventanas anteriores ahora tiene una opción de transparencia. - El menú Inicio puede cambiar de tamaño. - Modo de Tableta causa que los botones del menú Inicio, Cortana y la Vista de Tareas crezcan y ocupen más espacio para ser más cómodos para ser táctiles. - Nuevos ajustes para arrancar directamente en Modo de Tableta. Para las tabletas por debajo de las 10 pulgadas, esto es un comportamiento por defecto. - Nuevos iconos refinados de Windows, botones de cerrar y miniaturas. - Microsoft Solitaire Collection es incluido en esta compilación. - Cortana es integrado con el menú Inicio - Mejoras para los Iconos Dinámicos, incluyendo nuevas animaciones y la opción «Desactivar icono dinámico». - Mejoras de la interfaz del menú Inicio, algunos usuarios ven como un fondo desenfocado. - Nuevos sonidos para varias acciones. - Las opciones de personalización han sido movidos a la aplicación de Configuración y otras mejoras para el mismo. - Es posible elegir entre la instalación del Nano Server - Inclusión caliente y memoria removida y NIC en Hyper-V - PowerShell tiene ahora un gestor de paquetes - Más ajustes de restricción para los usuarios |

| Technical Preview 3, Threshold 1 | Technical Preview 3, Threshold 1 | Technical Preview 3, Threshold 1 |
| Versión                          | Fecha(s) de lanzamiento          | Aspectos importantes |
| -------------------------------- | -------------------------------- | --- |
| 10.0.10514                       | 19 de agosto de 2015             | - Contenedores en Windows Server - Active Directory Federation Services (AD FS): Autentificación de usuarios alamacenada en los directorios de Lightweight Directory Access Protocol (LDAP) - Opciones de instalación: La opción de instalación en el servidor ha sido renombrada como “Servidor con Desktop Experience” teniendo la interfaz y Desktop Experience instalados por defecto. Debido a los cambios estructurales requeridos para instalar Desktop Experience en el servidor, ya no es posible en convertirlo desde servidor mediante Desktop Experience hacia Server Core o convertir Server Core a Servidor con Desktop Experience. |

| Technical Preview 4, Redstone 3 | Technical Preview 4, Redstone 3 | Technical Preview 4, Redstone 3 |
| Versión                         | Fecha(s) de lanzamiento         | Aspectos importantes |
| ------------------------------- | ------------------------------- | --- |
| 10.0.16230                      | 25 de junio de 2017             | - Nuevo servidor web llamado "IIS Ultimate 10.0", con muchas características y servidores DNS. - Servidor DNS eliminado por el lanzamiento de "IIS Ultimate 10.0". |